# Torget, Nagu
Torget är en fjärd i Finland. Den ligger Nagu i landskapet Egentliga Finland, i den sydvästra delen av landet, 170 km väster om huvudstaden Helsingfors.
Torget avgränsas av Skärgården i nordöst, Bäckeskären i öster, Gråharuna i söder och Stora Ljuskobben i väster. Den ansluter till Gråharu fjärden i söder, Salskärs fjärden i väster och Söderfjärden i norr.